# Jerzy Szwaj
Jerzy Ryszard Szwaj (ur. 6 listopada 1964 w Lublinie) – polski samorządowiec i lekarz weterynarii, w latach 2019–2024 przewodniczący Sejmiku Województwa Lubelskiego.

## Życiorys
Pochodzi z Parczewa. Absolwent studiów z weterynarii na Akademii Rolniczej w Lublinie, kształcił się podyplomowo w Szkole Głównej Gospodarstwa Wiejskiego. Został współwłaścicielem przychodni weterynaryjnej w Parczewie. W 2002 uzyskał mandat radnego powiatu parczewskiego z ramienia lokalnego komitetu. Później zaangażował się w działalność polityczną w ramach Prawa i Sprawiedliwości, został jego pełnomocnikiem w powiecie. W 2006, 2010, 2014, 2018 i 2024 zdobywał mandat radnego sejmiku województwa lubelskiego. 3 grudnia 2019 wybrano go na stanowisko przewodniczącego sejmiku w miejsce Michała Mulawy. Na czele tego gremium stał do końca kadencji, w kolejnej powierzono mu funkcję wiceprzewodniczącego sejmiku.
Z listy Prawa i Sprawiedliwości wystartował do Sejmu w wyborach w 2011, 2015, 2019 i 2023.